# Chloropsina sumatrana
Chloropsina sumatrana är en tvåvingeart som först beskrevs av Oswald Duda 1934.  Chloropsina sumatrana ingår i släktet Chloropsina och familjen fritflugor. Inga underarter finns listade i Catalogue of Life.